# Lucrezia Reichlin
Lucrezia Reichlin (Roma, 14 agosto 1954) è un'economista italiana.

## Biografia
Nata nel 1954, è figlia di Alfredo Reichlin, ex deputato di PCI e PDS, e di Luciana Castellina, fondatrice de il manifesto e anch'essa deputata; anche il fratello Pietro Reichlin è un noto economista. Dopo la Maturità Classica al Liceo Tasso di Roma, si è laureata in Economia all'Università degli Studi di Modena nel 1980, è stata borsista della Fondazione Luigi Einaudi di Torino nel 1983 e ha conseguito il PhD in Economia presso la New York University nel 1986.
Ha insegnato all'Université libre de Bruxelles, fino al 2004. Dal 2005 al 2008 è stata Direttrice generale alla Ricerca alla Banca centrale europea di Francoforte, durante la presidenza di Jean-Claude Trichet, una delle 12 direzioni generali della BCE.. In questa veste è autrice di numerosi contributi pubblicati nella serie "Working paper series". Dal 2008 è professoressa ordinaria di economia alla London Business School.
Ricopre il ruolo di consigliere non esecutivo in numerosi Consigli di Amministrazione tra i quali Messaggerie Italiane Group (Milano), Eurobank Ergasias (Atene) ed Ageas Insurance Group (Bruxelles). Dal 2009 al 2018 ha ricoperto la carica di consigliere non esecutivo del CdA di Unicredit Group.
Il 20 settembre 2018 viene nominata vicepresidente del CdA di Banca Carige, in rappresentanza dell'azionista di maggioranza Vittorio Malacalza. Si dimette tre mesi più tardi, in dicembre, dopo che l'aumento di capitale previsto per la banca non passa in assemblea per l'astensione proprio di Malacalza che fa mancare il quorum necessario.
Ha pubblicato articoli in prestigiose riviste internazionali, come la Review of Economic Studies e il Journal of Econometrics. Per il National Bureau of Economic Research ha curato i volumi III (2006) e VI (2009) della serie "International Seminar on Macroeconomics" pubblicati dalla University of Chicago Press. È membro della British Academy, dell'Academia Europæa e del consiglio della Royal Economic Society.

## Riconoscimenti
Per i suoi editoriali pubblicati sul Corriere della Sera, nel 2013 ha vinto il Premiolino. Nel 2016 ha ricevuto il premio Birgit Grodal Award della European Economic Association per aver sviluppato un metodo di analisi delle serie temporali di dati con cui far previsioni sui cicli economici.

## Opere principali
- Trends and cycles in labour productivity in the major OECD Countries (con Giuseppe Nicoletti), Paris, OECD, 1993.
- Factor models in large cross-sections of time series, London, Centre for Economic Policy Research, 2002.
- The Euro area business cycle: stylized facts and measurement issues, London, Centre for Economic Policy Research, 2004.
- The ECB and the banks: the tale of two crises, London, Centre for Economic Policy Research, 2013.